# Descanso na Fuga para o Egito (Antoon van Dyck)

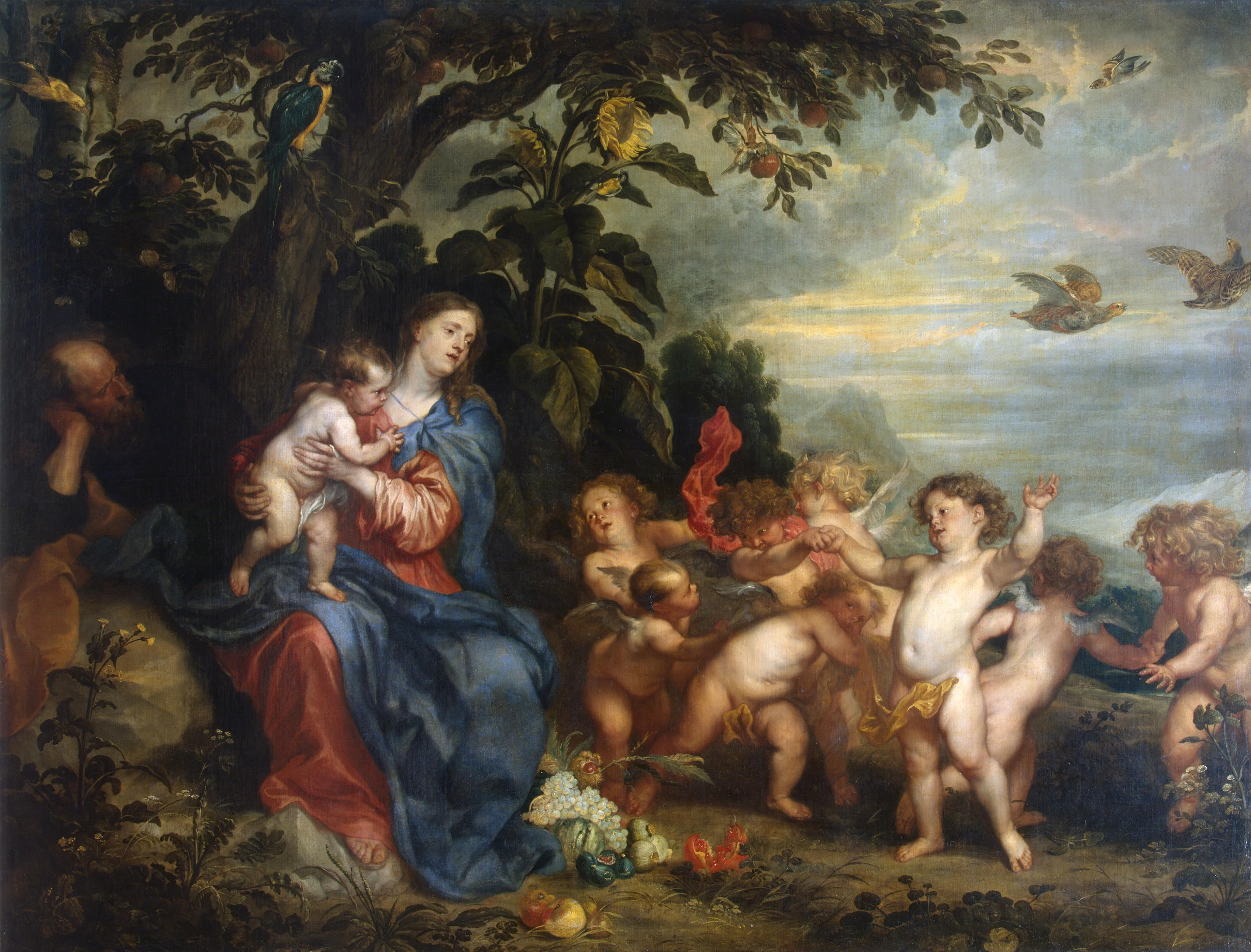
Antoon van Dyck e Pauwel de Vos - Descanso na Fuga para o Egito (Madona com Perdizes)

Descanso na Fuga para o Egito, ou Madona com Perdizes, é uma pintura a óleo sobre tela de 1632 de Antoon van Dyck, com animais pintados por Paul de Vos. Está agora no Museu Hermitage em São Petersburgo, Rússia.

## Temática
Fuga para o Egito retrata a viagem bíblica do recém-nascido Jesus Cristo, juntamente com a Virgem Maria, sua mãe, e São José, conforme descrito no Evangelho de Mateus (Mateus 2:13–23). O Evangelho descreve a fuga da Sagrada Família como resultado de uma visão de um anjo, que disse a José para trazê-los para o Egito, já que o Rei Herodes, o Grande viria para matar o menino Jesus (Mateus 2:13}). Segundo os relatos bíblicos, o Rei Herodes mandou matar as crianças que teriam aproximadamente a idade do Menino Jesus em um episódio conhecido como Massacre dos Inocentes. O  evangelista Mateus afirma que a Sagrada Família permaneceu no Egito até a morte do Rei Herodes quando então voltaram para a Galileia e se estabeleceram em Nazaré.

## História, descrição e análise
Como em seu tratamento de 1630 sobre o mesmo assunto, ele se baseia em uma lenda medieval baseada no Evangelho de Mateus (Mateus 2:13}) e no apócrifo Evangelho do Pseudo-Mateus. Foi encomendado pela "Sodalidade dos Solteiros" de Antuérpia (uma fraternidade dedicada à Virgem Maria e liderada pelos jesuítas), com vários pedidos muito específicos para que alegorias aparecessem na obra.